# Katherine Parkinson
Katherine Parkinson (Hounslow, 9 de março de 1978) é uma atriz britânica. É mais conhecida por atuar como Jen Barber na série de comédia da Channel 4, The IT Crowd, pela qual lhe rendeu um prêmio no British Comedy Award em 2009 e BAFTA TV Award em 2014 (tendo recebida uma indicação em 2011).

## Vida pessoal
Parkinson é casada com o ator Harry Peacock. Eles têm duas filhas, nascidas em 2012 e 2014.